# どよーびぽんち
『どよーびぽんち』は、テレビユー山形で2021年4月10日から放送されている情報バラエティ番組。

## 概要
2021年3月までほぼ同じ時間帯に放送されていた『どよまん -DOYOMAN-』の後継番組。アナウンサーが他企業で職場体験する企画など、様々なコーナーで構成されている。
2022年4月からは、番組前半のコーナーをテレビ放送の後にYouTubeで公開している。

## 放送時間
- 土曜 17:00 - 17:30[注 2] [注 3]（再放送：翌日未明 1:28 - 1:58）

## 出演者

### 現在の出演者
- MC：大塚美咲（テレビユー山形アナウンサー）（2025年4月5日 - ）
- ナレーター：結城晃一郎（テレビユー山形アナウンサー）（2022年9月3日 - ）

### 過去の出演者
- ナレーター：鈴木竜弘（元テレビユー山形アナウンサー）（2021年4月 - 2024年3月）
- MC：渡部有（元テレビユー山形アナウンサー）（2021年4月 - 2024年12月）
- MC：佐藤真優（テレビユー山形アナウンサー）（2025年1月 - 2025年3月）[注 4]

## 主な企画・コーナー
- "協力隊と行く”勝手に広報大使
- Road to ダンスの日
- 電動キックボードで行く！色紙の無い名店探し
- 1日社員やらせていただきます。
- 一発撮広告社
- それアリです！[注 5]
- 土曜日のBAKERY
- いまどきやまがた